# Еремо Сант'Ана
Еремо Сант'Ана је насеље у Италији у округу Катанија, региону Сицилија.
Према процени из 2011. у насељу је живело 8 становника. Насеље се налази на надморској висини од 292 м.